# Hajdu Tibor (színművész)
Hajdu Tibor (Budapest, 1993. szeptember 25. –) Junior Prima-díjas magyar színművész.

## Életpályája
A nyírkércsi általános iskola után, egy baktalórántházi középiskolában tanult tovább. Szüleit 15 éves korában elvesztette. Nagybátyja, Bakos-Kiss Gábor segítette elindulni a színészi pályán. Az egyetem előtt egy évet töltött a Pesti Magyar Színiakadémián, majd egy évet a Nemes Nagy Ágnes Művészeti Szakközépiskolában. 2014–2019 között a Színház- és Filmművészeti Egyetem hallgatója. Osztályfőnökei Zsótér Sándor és Börcsök Enikő. Egyetemi gyakorlatát a Radnóti Miklós Színházban és a székesfehérvári Vörösmarty Színházban töltötte. 2020-tól a salgótarjáni Zenthe Ferenc Színház tagja volt, majd 2021-től a Győri Nemzeti Színház művésze.

## Színházi szerepei
- Szirmai Albert: Mágnás Miska (2016) ...Miska, lovászfiú
- Laars Norén: Az éjszaka a nappal anyja (2017) ...Georg
- Dosztojevszkij: A játékos (2016) ...Krupié
- Marie-Luise Fleißer: Ingolstadti invázió (2017) ...Korl Lettner
- Georg Büchner: Woyzeck (2017) ...Woyzeck
- Shakespeare: Szentivánéji álom (2017) ...Lysander
- Henrik Ibsen: A vadkacsa (2017) ...Hjalmar Ekdal
- Kárpáti Péter: Pájinkás János (2017) ...Pájinkás János
- Tóth Ede: A falu rossza (2018) ...Göndör Sándor
- Sütő András: Advent a Hargitán (2019) ...Zetelaki Gábor
- Shakespeare: Amit akartok (Vízkereszt) (2019) ...Orsino
- Móricz Zsigmond: Pillangó (2020) ...Darabos Jóska
- Vámos Miklós: Tanulmány a nőkról (2020) ...Egri Péter)
- Bródy Sándor: A tanítónő (2021) ...ifj. Nagy István
- Örkény István: Kulcskeresők (2021) ...Bolyongó

### Győri Nemzeti Színház
- Szente – Galambos – Juhász: Puskás, a musical (2021) ...Bozsik József
- Ödön von Horváth: A végítélet napja (2022) ...Ferdinánd, Anna vőlegénye
- Moliéreː A képzelt beteg (2022) ...Thomas Decretenus, a fia
- Tamási Áronː Énekes madár (2022) ...Kömény Móka, fiatallegény
- Jean-Claude Mourlevatː Jakabak (2022) ...Samubak, énekes
- Kszel Attila: Hanyistók (2023) ...István, a talált gyermek
- Friedrich Schiller: Ármány és szerelem (2023) ...Ferdinánd
- Csiky Gergely: Buborékok (2023) ...Tamás
- Lionel Bart: Oliver (2023) ...Nagy Svindlikirály
- Szerb Antal: Képtelen királyság (2024) ...VII. Olivér / A Névtelen Kapitány / Oszkár (a király)
- Kormos István – Vas Judit Gigi: A pincérfrakk utcai cicák (2024) ...Mörrenmorcogi Micó
- William Shakespeare: Szentivánéji álom (2024) ...Demetrius
- Jókai Mór - Bereczki Ágota: Egy magyar nábob (2025) ...Kis Miska

## Rendezései
- Szaffi (Győri Nemzeti Színház, 2025)

## Filmes és televíziós szerepei
- 200 első randi (2018–2019) ...Simon
- Guerilla (2019) ...Misi
- Jófiúk (2019) ...Zsolt
- Drága örökösök (2020) ...Banki ügyintéző
- Doktor Balaton (2021–2022) ...Kalapács Robi
- Frici & Aranka (2022) ...Kosztolányi Dezső
- Cella – Letöltendő élet (2023) ...Ferkó
- Majdnem menyasszony (2024) ...Toll Jenő
- Most vagy soha! (2024) ...Vidats János

## Díjai
- Junior Prima-díj (2023)[9]
- MASZK Különdíj - OSZT (2025)[10]

## Szinkron

### Filmes szinkronszerepei
| Cím                                             | Szerep                                | Színész 8                          |
| ----------------------------------------------- | ------------------------------------- | ---------------------------------- |
| Cerasella                                       | Bruno                                 | Terence Hill (Mario Girotti néven) |
| Életben maradtak (2. szinkron)                  | Felipe Restano                        | Josh Lucas                         |
| A sas (2. szinkron)                             | Marcus Aquila                         | Channing Tatum                     |
| Elveszve Marokkóban                             | Travis                                | Charlie Bewley                     |
| Áldozat                                         | Kurt                                  | Lucas Prisor                       |
| Beavatás                                        | Wes                                   | Brock Yurich                       |
| Tini: Violetta átváltozása                      | Caio Sanchez                          | Adrián Salzedo                     |
| Patti Cake$                                     | Danny Bagadella                       | McCaul Lombardi                    |
| A sztárok nem Liverpoolban halnak meg           | Peter Turner                          | Jamie Bell                         |
| Deadpool 2                                      | Csillagtörő                           | Lewis Tan                          |
| Hotel Mumbai                                    | Eddie                                 | Angus McLaren                      |
| Öngyilkos osztag: Pokoli fizetség               | Steel Maxum (hangja)                  | Greg Grunberg                      |
| Az Aranyhalak                                   | Oliver                                | Tom Schilling                      |
| Fekete karácsony (2019)                         | Brian Huntley                         | Ryan Mclntyre                      |
| A bébiszitter – A kárhozottak királynője        | Jimmy                                 | Maximilian Acevedo                 |
| Csináld magad karácsony                         | Kurt                                  | Travis Nelson                      |
| A helyőrség                                     | Jonathan Hill főtörzsőrmester         | Jonathan Yunger                    |
| Mint egy főnök                                  | Harry                                 | Jacob Latimore                     |
| Tenet                                           | Neil                                  | Robert Pattinson                   |
| A félelem utcája 2. rész: 1978                  | Arnie                                 | Sam Brooks                         |
| Igen nap                                        | Jones rendőr                          | Arturo Castro                      |
| Koati                                           | Pako (hangja)                         | Eduardo Franco                     |
| Senki                                           | Teddy Kuznyecov                       | Aleksandr Pal                      |
| A szerelem illata                               | Gareth                                | Seth Whittaker                     |
| Tavaly nyáron                                   | Resat                                 | Ozan Kaya Oktu                     |
| Ahol a folyami rákok énekelnek                  | Tate Walker                           | Taylor John Smith                  |
| Batman (2022)                                   | Bruce Wayne/Batman                    | Robert Pattinson                   |
| Chip és Dale: A Csipet Csapat                   | Batman                                | Jorma Taccone                      |
| Ecc, pecc, ki lehetsz?                          | Richard Attenborough                  | Harris Dickinson                   |
| Elvis                                           | Scotty Moore                          | Xavier Samuel                      |
| Halványkék szemek                               | Artemus Marquis kadét                 | Harry Lawtey                       |
| Karácsonyi románc (2022)                        | Jake Russell                          | Chord Overstreet                   |
| Kerozin köz                                     | Dennis Bourke                         | Kenny Wormald                      |
| Két világ között                                | Skylar                                | Kyle Allen                         |
| Lézerharc                                       | Pelle                                 | Eirik Hallert                      |
| Magas fokon                                     | Sebastian                             | Dylan Flashner                     |
| A Mardini nővérek                               | Nizar                                 | Ahmed Malek                        |
| Rémálom                                         | Martin                                | Peter Førde                        |
| Szerencse lánya                                 | Aaron Wickersham                      | Dalmar Abuzeid                     |
| Ufóvadászok                                     | Lovag                                 | Christoffer Nordenrot              |
| Gyönyörű sorscsapás                             | Parker Hayes                          | Neil Bishop                        |
| Boldog befejezés                                | Samir                                 | Sidar Toksöz                       |
| A hét király halála                             | Domnal                                | Ross Anderson                      |
| Megfojtott virágok                              | Tom White                             | Jesse Plemons                      |
| Miután annyi minden történt                     | Mark Junior                           | Niyi Akin                          |
| Sylvanian Families – A mozifilm: Freja ajándéka | Bruce (hangja)                        | Daigo Naito                        |
| Szerelem első csókra                            | Javier                                | Álvaro Cervantes                   |
| Védőr                                           | Ernst Böhmer                          | Szymon Wróblewski                  |
| A bérgyilkos, aki nem is volt                   | Gary Johnson                          | Glen Powell                        |
| Családi terápia                                 | Stéphane                              | Rayane Bensetti                    |
| Felkelés                                        | Jong-ryeo                             | Park Jeong-min                     |
| Gyönyörű esküvő                                 | Parker                                | Neil Bishop                        |
| Imádlak utálni                                  | Ben                                   | Glen Powell                        |
| Az ír kívánság                                  | James Thomas                          | Ed Speleers                        |
| Joker: Kétszemélyes téboly                      | Harvey Dent                           | Harry Lawtey                       |
| A káosz ura                                     | Derry Nash                            | Luc Ineson                         |
| Szerencsés nyertesek                            | Thomas Masson                         | Victor Meutelet                    |
| Bűnösök                                         | Remmick                               | Jack O'Connell                     |
| Mickey 17                                       | Mickey Barnes / Mickey 17 / Mickey 18 | Robert Pattinson                   |

### Sorozatos szinkronszerepei
| Cím                                | Szerep                     | Színész 8             |
| ---------------------------------- | -------------------------- | --------------------- |
| Az újoncok                         | Jonathan 'J.P.' Pembersley | Jack Whitehall        |
| Igen, séf!                         | Gyenyisz                   | Mihail Baskatov       |
| Fekete tó                          | Jostein                    | Odin Waage            |
| A káprázatos Mrs. Maisel (5. évad) | Alfie                      | Gideon Glick          |
| Éles tárgyak                       | John Keene                 | Taylor John Smith     |
| A sárkányherceg                    | Pharos (hangja)            | Deven Christian Mack  |
| A csodadoktor                      | Ali Vefa                   | Taner Ölmez           |
| Barbárok                           | Folkwin                    | David Schütter        |
| A légikísérő                       | Shane Evans                | Griffin Matthews      |
| Tudhattad volna                    | Fernando Alves             | Ismael Cruz Córdova   |
| Háborgó szívek                     | Samuel Sánchez Guerrero    | Christian de la Campa |
| Sólyomszem                         | Kazi                       | Fra Free              |
| Stranger Things                    | Jason Carver               | Mason Dye             |
| A Gyűrűk Ura: A hatalom gyűrűi     | Elrond                     | Robert Aramayo        |
| A partnerség nyomában              | Nick Laren                 | Rob Heaps             |
| The Last of Us                     | Owen Moore                 | Spencer Lord          |
| Balhé                              | George Nakai               | Joseph Lee            |
| A csend rabságában                 | Eneko                      | Manu Ríos             |
| FUBAR                              | Aldon                      | Travis Van Winkle     |
| Nem mind arany                     | Thomas                     | Aimé Claeys           |
| Szeretnélek utálni                 | Nam Kang-ho                | Teo Yoo               |
| Dűne: Prófécia                     | Keiran Atreides            | Chris Mason           |
| A kikötő törvénye                  | Lahoz                      | Lluís Marquès         |
| Svédcsavar                         | Axel                       | Erik Svedberg-Zelman  |